# Моара Жориј (Ботошани)
Моара Жориј (рум. Moara Jorii) насеље је у Румунији у округу Ботошани у општини Ханешти. Oпштина се налази на надморској висини од 77 m.

## Становништво
Према подацима из 2002. године у насељу је живело 108 становника, од којих су сви румунске националности.